# كيك بوب
الكعكة العُودِيَّة أو (نقحرة: كيك بوب) (بالإنجليزية: Cake pop)‏ هي شكل من أشكال الكيك المصممة على هيئة مصاصة. تحضر عن طريق خلط فتات الكيك مع الأيسنج أو الشوكلاتة. ثم يشكل الخليط على شكل كرات أو مكعبات صغيرة، قبل أن تغطى بطبقة من التغطية السكرية، أو الشوكلاتة أو أي زينة أخرى ثم تعلق على عصا المصاصة. يمكن للكعكة العودية أن تكون وسيلة لإستخدام بقايا أو فتات الكيك.
زادت شعبية الكعكة العودية بين عامي 2009 و2011، بعد انتشار كتاب اسمه «كعكة عُودية» (Cake pop) لشركة بيكريلا ليصبح في قائمة نيويورك تايمز للكتب الأكثر مبيعاً. يمكن العثور على الكعكة العودية في العديد من المخابز ومحلات البقالة، والمقاهي مثل ستاربكس.

## التحضير
في الكعكة العودية يُستخدم العديد من المكونات المستخدمة لإعداد الكيك التقليدي، ويمكن للكعكة أن تكون مصنوعة من أي نكهة. العديد من الوصفات الموجودة على الإنترنيت يُستخدم فيها خليط الكيك الجاهز بدلاً من إنشاء الخليط من نقطة الصفر. وفي كلتا الحالتين فإن للكعكة العودية والكعك التقليدي العديد من أوجه التشابه بينهما.
لعمل الكعكة العودية، أولاً يتم خبز الكعكة أو يتم تجميع بقايا الكعك وإستخدامها، بعدها يتم تفتيت الكعك، ويمزج هذا الفُتات في وعاء مع الأيسنج أو الشوكلاتة المذابة، ويشكل الخليط الناتج على شكل كرات أو مكعبات أو أي أشكال أخرى. بعدها يتم تثبيت عصا مصاصة في كل كرة كعكة عُودية، وحالما يتجمد الخليط، فإنه يمكن تزينها بالإيسنج أو الشوكلاتة أو الرشات. يمكن تجميد كرات الكعكة العودية لتسريع عملية التصلب.

معظم وقت عمل الكعكة العودية ينقضي على عملية تشكيل الكيك بالشكل المطلوب ومن ثم تزينها. الأشكال البسيطة مثل الكرات يمكن تشكيلها بواسطة الأيدي، ولكن الأشكال المعقد تتطلب استخدام الأدوات. قوالب السليكون وقطاعات البسكويت هي أدوات شعبية يمكن إستخدامها في تشكيل الكعكة العودية.

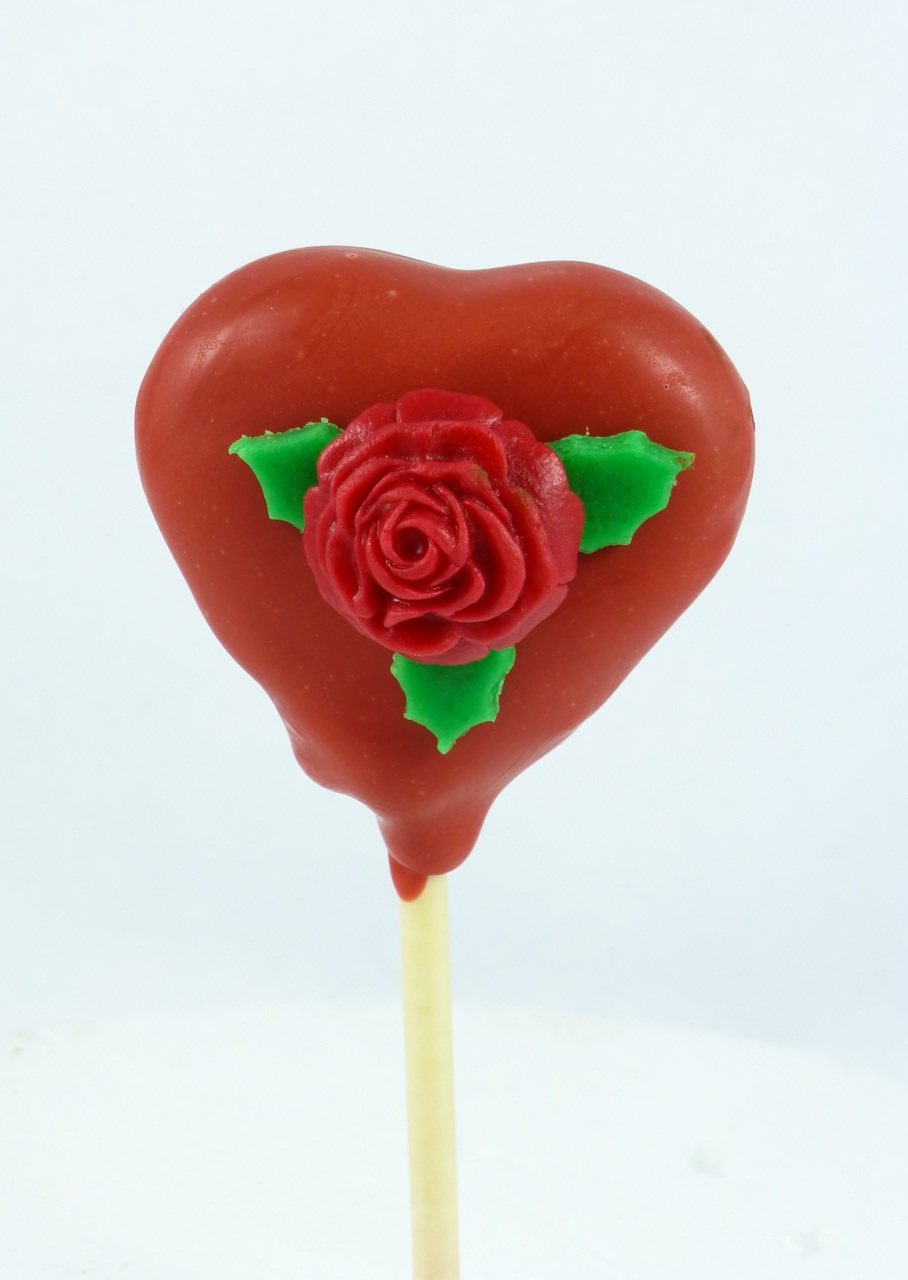
كعكة عُودية على شكل قلب.
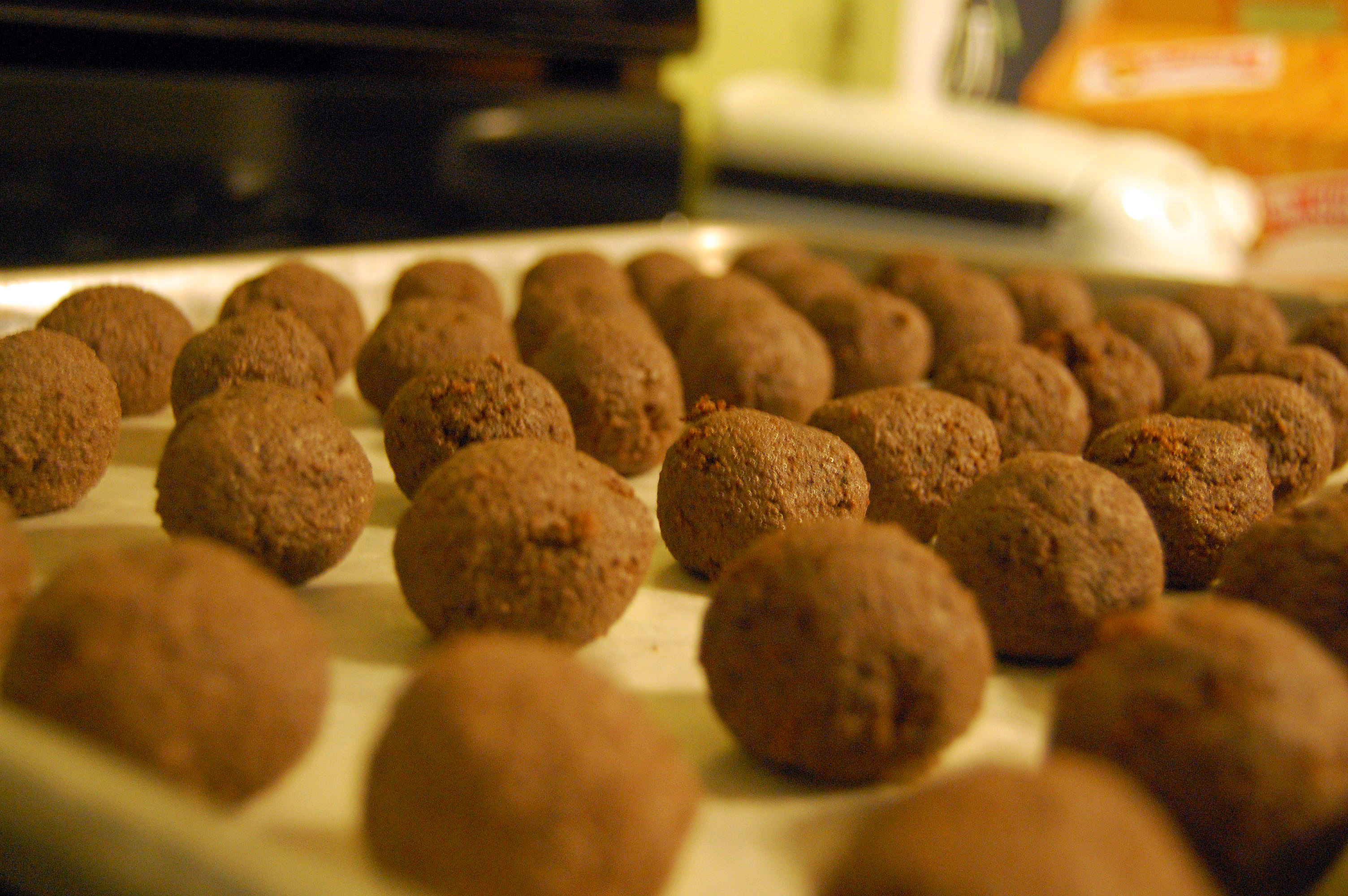
كرات الكعكة العُودية قبل تغليفها بالتغطية السكرية أو الشوكولاتة.
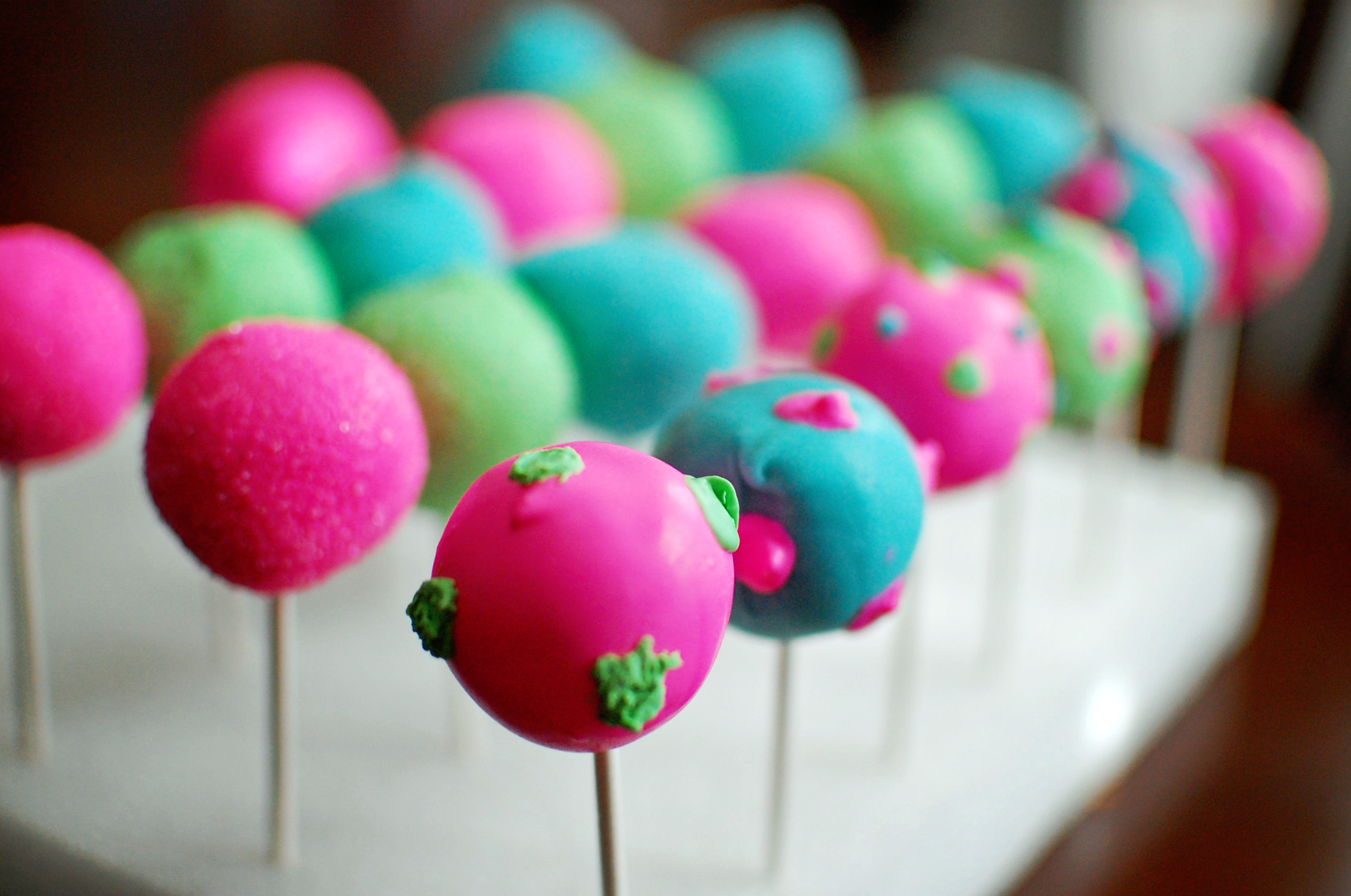
كعكة عُودية ملونة
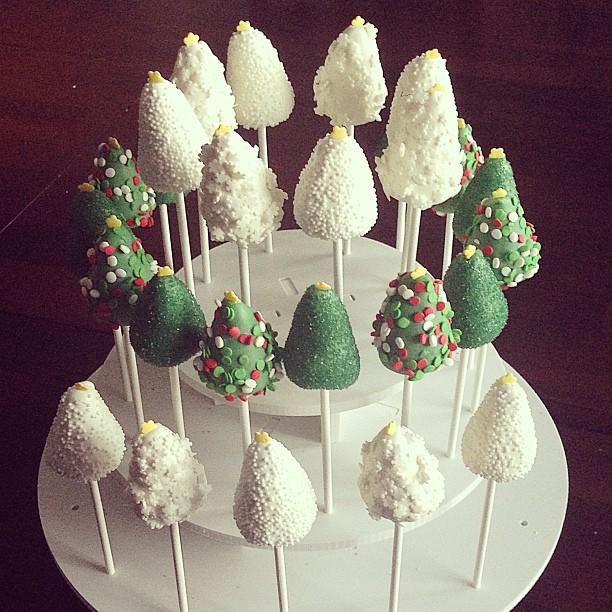
كعكة عُودية مشكلة على هيئة شجرة الميلاد.